# سیانوهیدرین

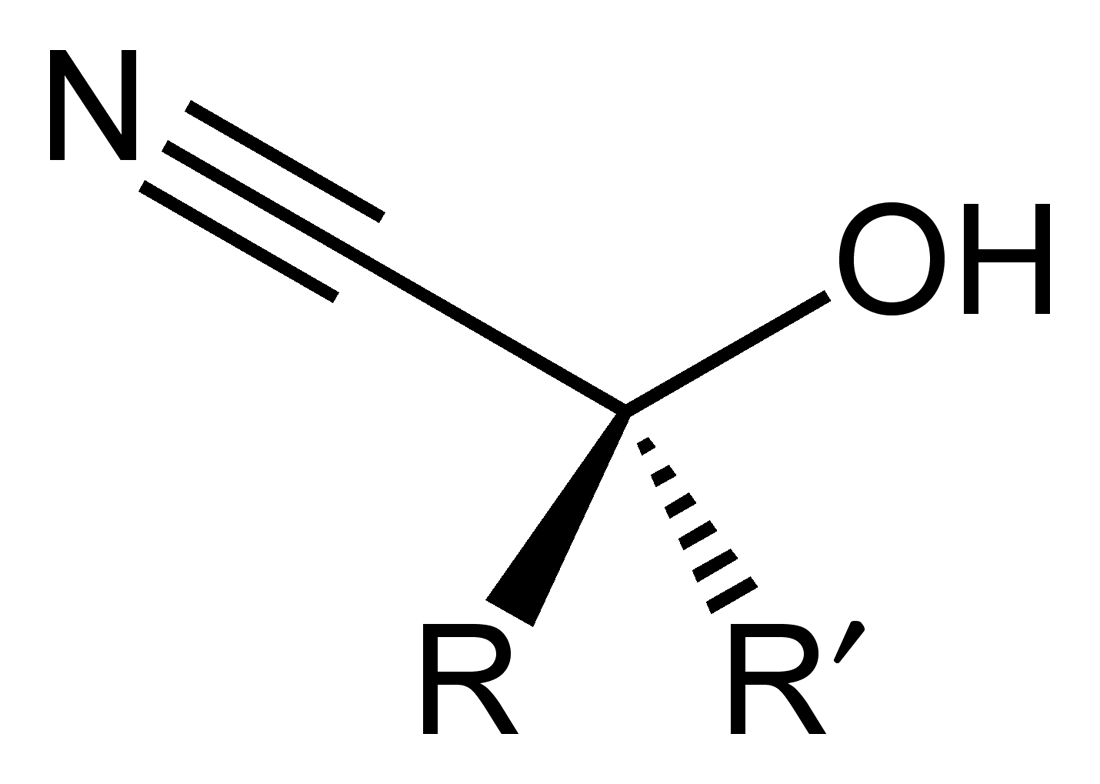
ساختار عمومی سیانوهیدرین‌ها.

سیانوهیدرین(به انگلیسی: Cyanohydrin) نام یک گروه عاملی در شیمی آلی است. این ترکیبات شامل یک گروه هیدروکسیل و یک گروه سیانو هستند که معمولاً به یک اتم کربن متصل شده‌اند. فرمول کلی این دسته ترکیبات به صورت R2C(OH)CN که در آن R یک گروه آلکیل یا آریل می‌تواند باشد.